# Get Happy!
Get Happy! è il sedicesimo album della cantante Ella Fitzgerald, pubblicato dalla Verve Records nel 1959.
L'album è stato registrato tra il 1957 e il 1959 e vede la cantante accompagnata da varie orchestre dirette, tra gli altri, da Nelson Riddle e Frank DeVol.

## Tracce
Lato A
1. Somebody Loves Me (Buddy DeSylva, George Gershwin, Ballard MacDonald) – 2:36
2. Cheerful Little Earful (Ira Gershwin, Billy Rose, Harry Warren) – 2:06
3. You Make Me Feel So Young (Mack Gordon, Josef Myrow) – 2:19
4. Beat Me Daddy, Eight to the Bar (Hughie Prince, Don Raye, Eleanore Sheehy) – 2:28
5. Like Young (André Previn, Paul Francis Webster) – 3:00
6. Cool Breeze (Tadd Dameron, Billy Eckstine, Dizzy Gillespie) – 1:56

Lato B
1. Moonlight Becomes You (Johnny Burke, Jimmy Van Heusen) – 3:06
2. Blue Skies (Irving Berlin) – 3:43
3. You Turned the Tables on Me (Louis Alter, Sidney Mitchell) – 2:31
4. Gypsy in My Soul (Clay Boland, Moe Jaffe) – 2:39
5. Goody Goody (Matty Malneck, Johnny Mercer) – 2:28
6. St. Louis Blues (W.C.Handy) – 3:53

Bonus track riedizione CD 1998
1. A-Tisket, A-Tasket (Van Alexander, Ella Fitzgerald) – 2:20
2. The Swingin' Shepherd Blues (Alternate take) (Kenny Jacobson, Moe Koffman, Rhoda Roberts) – 2:50